# Hrabstwo Georgetown
Hrabstwo Georgetown (ang. Georgetown County) – hrabstwo w stanie Karolina Południowa w Stanach Zjednoczonych.

## Geografia
Według spisu z 2000 roku obszar całkowity hrabstwa obejmuje powierzchnię 1035 mil2 (2680,64 km²), z czego  815 mil2 (2110,84 km²) stanowią lądy, a 220 mile2 (569,8 km²) stanowią wody. Według szacunków United States Census Bureau w roku 2012 miało 60 189 mieszkańców. Jego siedzibą administracyjną jest Georgetown.

### Miasta
- Murrells Inlet (CDP)
- Andrews
- Georgetown
- Pawleys Island

### Sąsiednie hrabstwa
- Hrabstwo Williamsburg (zachód)
- Hrabstwo Horry (północ)
- Hrabstwo Berkeley (południowy zachód)
- Hrabstwo Charleston (południowy zachód)